# Baker McKenzie
Baker McKenzie er et amerikansk multinationalt advokatfirma med hovedkvarter i Chicago, Illinois. Det blev etableret i 1949 under navnet Baker & McKenzie. De har i dag 77 kontorer i 46 lande og ca. 13.000 ansatte.